# Clinocera meridana
Clinocera meridana är en tvåvingeart som beskrevs av Sinclair 2008. Clinocera meridana ingår i släktet Clinocera och familjen dansflugor.
Artens utbredningsområde är Venezuela. Inga underarter finns listade i Catalogue of Life.